# Chatsworth (Iowa)
Chatsworth – miasto w Stanach Zjednoczonych, w stanie Iowa, w hrabstwie Sioux. 

## Demografia
Zgodnie ze spisem statystycznym z 2000, miasto liczyło 89 mieszkańców. W 2023 liczba mieszkańców spadła do 74 osób, a gęstość zaludnienia poniżej 57 osób/km².